# Oskar von Kirchner
Emil Otto Oskar von Kirchner (* 15. September 1851 in Breslau; † 25. April 1925 in Venedig) war ein schlesisch-preußischer, deutscher Botaniker und Phytomediziner.  Sein offizielles botanisches Autorenkürzel lautet „Kirchn.“

## Leben und Wirken
Kirchner, Sohn eines Kanzleirates, besuchte von 1861 bis zum Abitur im Jahre 1869 das Maria-Magdalenen-Gymnasium seiner Heimatstadt. Anschließend studierte er Botanik an der Universität Breslau und promovierte dort 1874 mit einer Arbeit über die botanischen Schriften des griechischen Philosophen und Naturforschers Theophrast (Theophrastos von Eresos). Anschließend arbeitete er am Pomologischen Institut der Landwirtschaftlichen Akademie Proskau. 1877 ging er nach Hohenheim und wurde Assistent an der 1878 eröffneten Samenprüfungsanstalt. Von 1881 bis 1917 war er ordentlicher Professor für Botanik an der Landwirtschaftlichen Akademie Hohenheim.
1884 wurde er in die Deutsche Akademie der Naturforscher Leopoldina aufgenommen.
Neben seinen vielseitigen botanischen Studien, vor allem auf dem Gebiet der Blütenbiologie, widmete sich Kirchner besonders intensiv den Krankheiten der Kulturpflanzen. Von seinen zahlreichen Schriften über dieses Fachgebiet und über die Praxis des Pflanzenschutzes im Landbau ist sein Buch Die Krankheiten und Beschädigungen unserer landwirtschaftlichen Kulturpflanzen hervorzuheben, dessen erste Auflage 1890 erschien. Von 1916 bis zu seinem Tode hat Kirchner die Zeitschrift für Pflanzenkrankheiten und Gallenkunde herausgegeben.

## Ehrungen
1917 wurde er Ehrenmitglied des Vereins für vaterländische Naturkunde in Württemberg. Die Landwirtschaftliche Hochschule Hohenheim verlieh ihm 1922 die Würde eines Ehrendoktors.
Nach Kirchner benannt sind die Algengattungen Kirchneria Hindák, Kirchneriella Schmidle, Kirchneriellopsis Kuff., Kirchneriellosaccus A.K.Islam und Pseudokirchneriella Hindák.

## Hauptwerke
- Flora von Stuttgart und Umgebung (Ludwigsburg, Waiblingen, Esslingen, Nürtingen, Leonberg, ein Teil des Schönbuchs etc.) mit besonderer Berücksichtigung der pflanzenbiologischen Verhältnisse. Verlag Eugen Ulmer, Stuttgart 1888. Digitalisat (herunterladbar) beim Real Jardín Botánico de Madrid; Digitalisat (eingeschränkt nutzbar) bei HathiTrust.
- Die Krankheiten und Beschädigungen unserer landwirtschaftlichen Kulturpflanzen. Eine Anleitung zu ihrer Erkennung und Bekämpfung für Landwirte, Gärtner u. a. Verlag Eugen Ulmer, Stuttgart 1890; 2. Aufl. 1906; 3. Aufl. 1923. – 4. Aufl. in mehreren Bänden herausgegeben unter dem Titel Krankheiten und Beschädigungen unserer Kultur- und Nutzpflanzen von B. Rademacher ebd. 1962.
- Atlas der Krankheiten und Beschädigungen unserer landwirtschaftlichen Kulturpflanzen (mit H. Boltshauser). Tafeln mit erläuterndem Text, 6 Serien, Verlag Eugen Ulmer, Stuttgart, 1896–1902; von einigen Serien nach 1918 Neuauflagen.
- Die Vegetation des Bodensees (zusammen mit Carl Schroeter). 2 Bände, 1896, 1902.
- Exkursionsflora für Württemberg und Hohenzollern (zusammen mit Julius Eichler). 1. Auflage, Verlag Eugen Ulmer, Stuttgart 1900; 2. Auflage 1913.
- Die Obstbaumfeinde, ihre Erkennung und Bekämpfung. Verlag Eugen Ulmer, Stuttgart 1903; 2. Aufl. 1906; 3. Aufl. 1912; 4. Aufl. 1921.
- Die Getreidefeinde, ihre Erkennung und Bekämpfung. Verlag Eugen Ulmer, Stuttgart 1903; 2. Aufl. 1916.
- Blumen und Insekten. Verlag B.G. Teubner, Leipzig 1911.
- Die Entwicklung der Kgl. landwirtschaftlichen Anstalt Hohenheim. Festgabe zur Feier des hundertjährigen Bestehens der Anstalt verfaßt im Auftrage des Lehrerkonventes der landwirtschaftlichen Hochschule. Verlag Eugen Ulmer, Stuttgart 1918.
- Pflanzenschutz, 7., vollst. umgearb. Aufl., Deutsche Landwirtschafts-Gesellschaft, Berlin 1924
- Herausgeber (1904–1925) zusammen mit E. Loew und C. Schroeter: Lebensgeschichte der Blütenpflanzen Mitteleuropas. 64 Lieferungen, 1904–1942.